# فينتايو
بلدية فينتايو (بالإسبانية: Ventalló) هي بلدية تقع في مقاطعة جرندة التابعة لمنطقة كتالونيا شمال شرق إسبانيا.

## الديموغرافيا
بلغ عدد سكان بلدية فينتايو 800 نسمة عام 2011 (وفقاً للمعهد الوطني الإسباني للإحصاء).
| 547 | 606 | 663 | 710 | 725 | 780 | 800 |